# Estação Ferroviária de Livração
A Estação Ferroviária de Livração, igualmente conhecida como Livração - Caldas de Canaveses, é uma interface da Linha do Douro, que serve a localidade de Constance, no distrito do Porto, em Portugal. Também foi terminal da Linha do Tâmega, cujo troço até Amarante funcionou de 21 de Março de 1909 a 25 de Março de 2009.

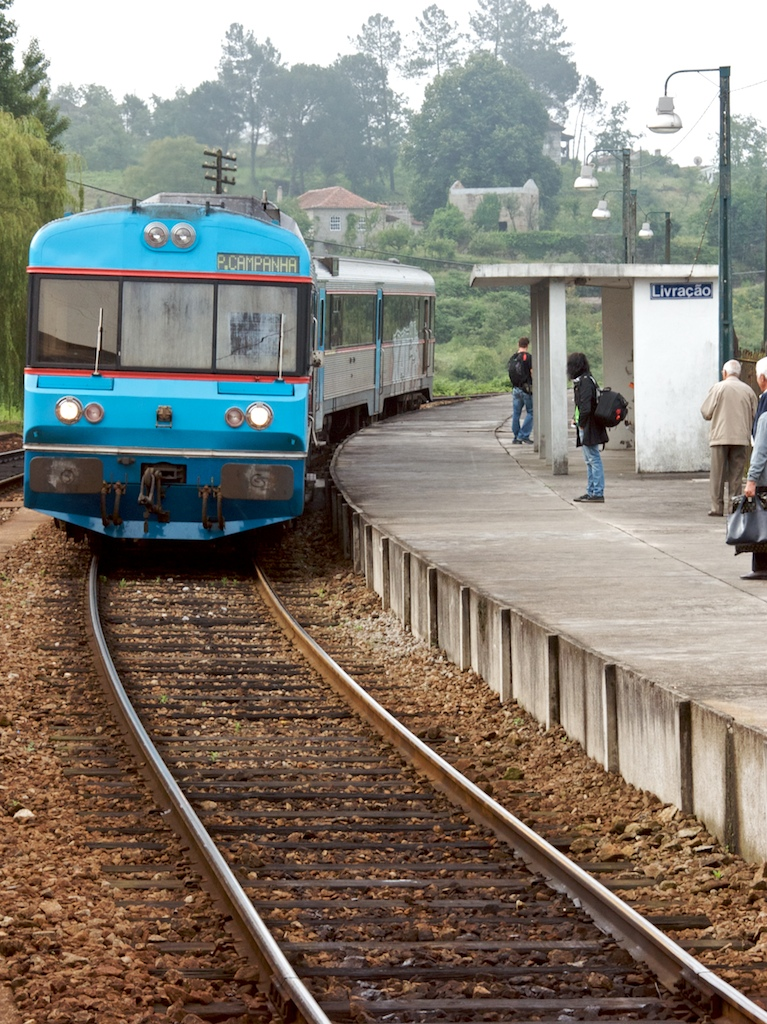
Automotora do tipo 0450 em serviço regional (n.º 862), em 2008, antes da eletrificação.

## Descrição

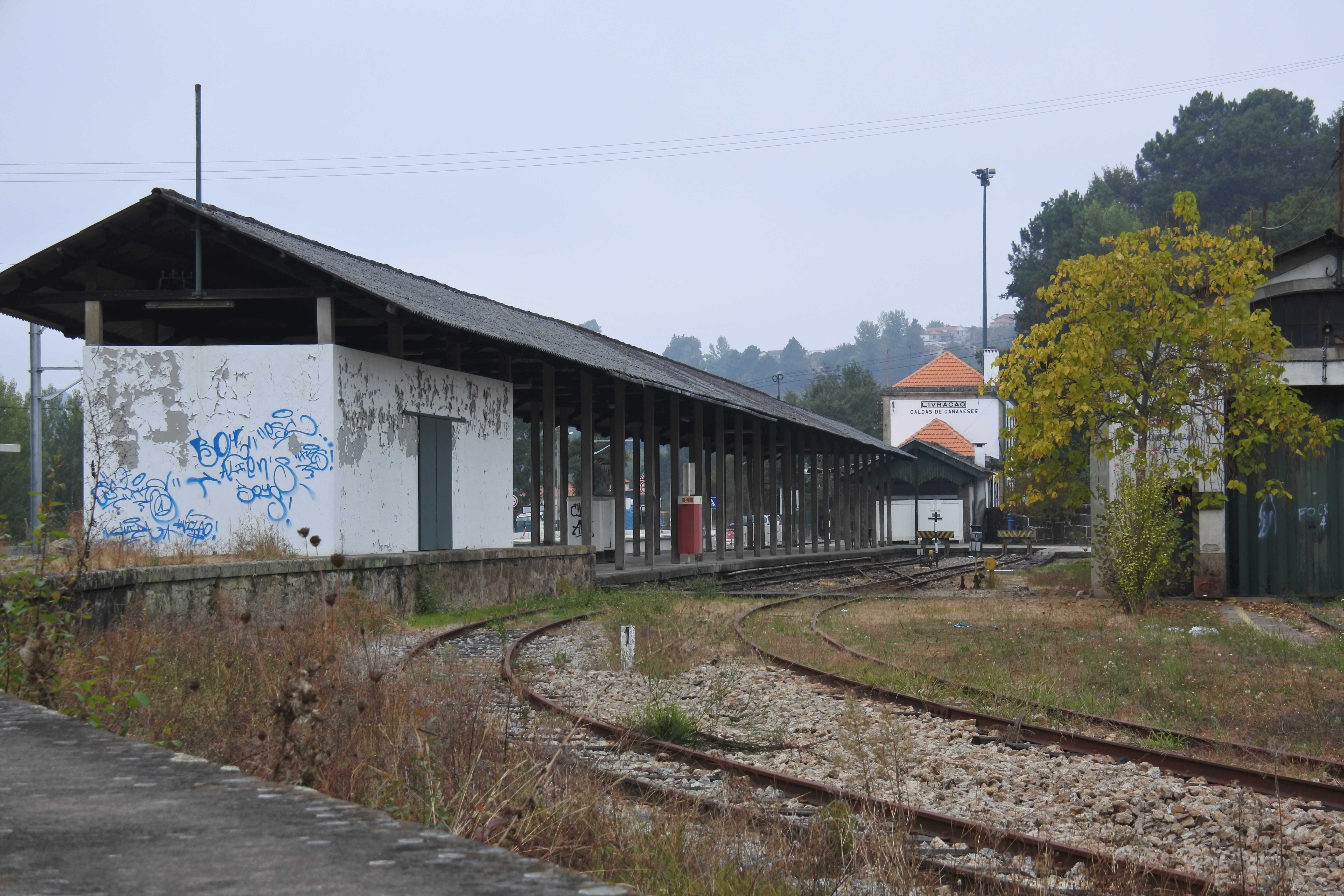
Vias da Linha do Tâmega e plataforma de transbordo com a Linha do Douro em Livração: ainda existentes em 2016.

### Localização e acessos
Situa-se na localidade de Constance, tendo acesso pela Rua da Estação.

### Infraestrutura
Esta interface apresenta duas vias de circulação (I e II) com 297 m de extensão, cada uma acessível por plataformas de respetivamente 231 e 233 m de comprimento e 90 cm de altura e ambas eletrificadas em toda a sua extensão. O edifício de passageiros situa-se do lado nascente da via (lado esquerdo do sentido ascendente, para Barca d’Alva).

### Serviços
Em dados de 2023, esta interface é servida por comboios de passageiros da C.P. de tipo urbano no serviço “Linha do Marco”, tipicamente com 19 circulações diárias em cada sentido entre Porto-São Bento e Marco de Canaveses, e de tipo regional, com uma circulação diária em cada sentido entre Porto-São Bento e Régua.

## História

### Inauguração
Esta estação situa-se no lanço entre Caíde e Juncal da Linha do Douro, que foi aberto à exploração no dia 15 de Setembro de 1878.

### Ligação à Linha do Tâmega
Em 1887, foi estudada uma linha de via larga entre esta estação e Vidago, onde entroncaria com a também planeada linha da Régua a Chaves. Em finais de 1899, o engenheiro Cachapuz, em representação de uma sociedade de financeiros italianos, pediu autorização ao estado para construir várias linhas férreas em Portugal, incluindo uma desta estação a Chaves. Em 15 de Fevereiro de 1900, foi decretado o Plano da Rede Complementar ao Norte do Mondego, que classificou a Linha do Vale do Tâmega, de via estreita, e que teria origem nesta estação. Uma portaria de 9 de Março de 1903 ordenou a elaboração do projecto para uma linha desde esta estação até Vidago, tendo os estudos sido concluídos no ano seguinte. Esta linha começou a ser construída ainda na Década de 1900, por conta do governo, tendo o primeiro lanço, desde esta estação até Amarante, entrado ao serviço em 21 de Março de 1909. Nesse ano, foi autorizada a instalação de uma oficina de montagem e reparação de material circulante nesta estação.
Em 1933, a Comissão Administrativa do Fundo Especial autorizou a Direcção Geral de Caminhos de Ferro a outorgar com a Construtora Moderna Lda. no contrato para a empreitada n.º 12 da estação, relativa à construção de um alpendre.
Em 15 de Janeiro de 1949, entrou ao serviço o lanço entre Celorico de Basto e Arco de Baúlhe, tendo sido organizados dois comboios especiais para a cerimónia de inauguração, um de Porto-São Bento até aqui (via larga), e outro até Arco de Baúlhe (via estreita). No mesmo dia, fez-se o primeiro comboio regular até Arco de Baúlhe, que partiu desta estação.

### Encerramento da Linha do Tâmega
O troço entre Arco de Baúlhe e Amarante foi encerrado ao serviço em 1 de Janeiro de 1990, alegadamente devido à reduzida procura. No dia 25 de Março de 2009, o troço entre esta estação e Amarante foi encerrado para se proceder a obras de beneficiação, com uma duração estimada de dois anos. Foi criado um serviço alternativo, por via rodoviária, que foi suspenso em 31 de Dezembro de 2011.

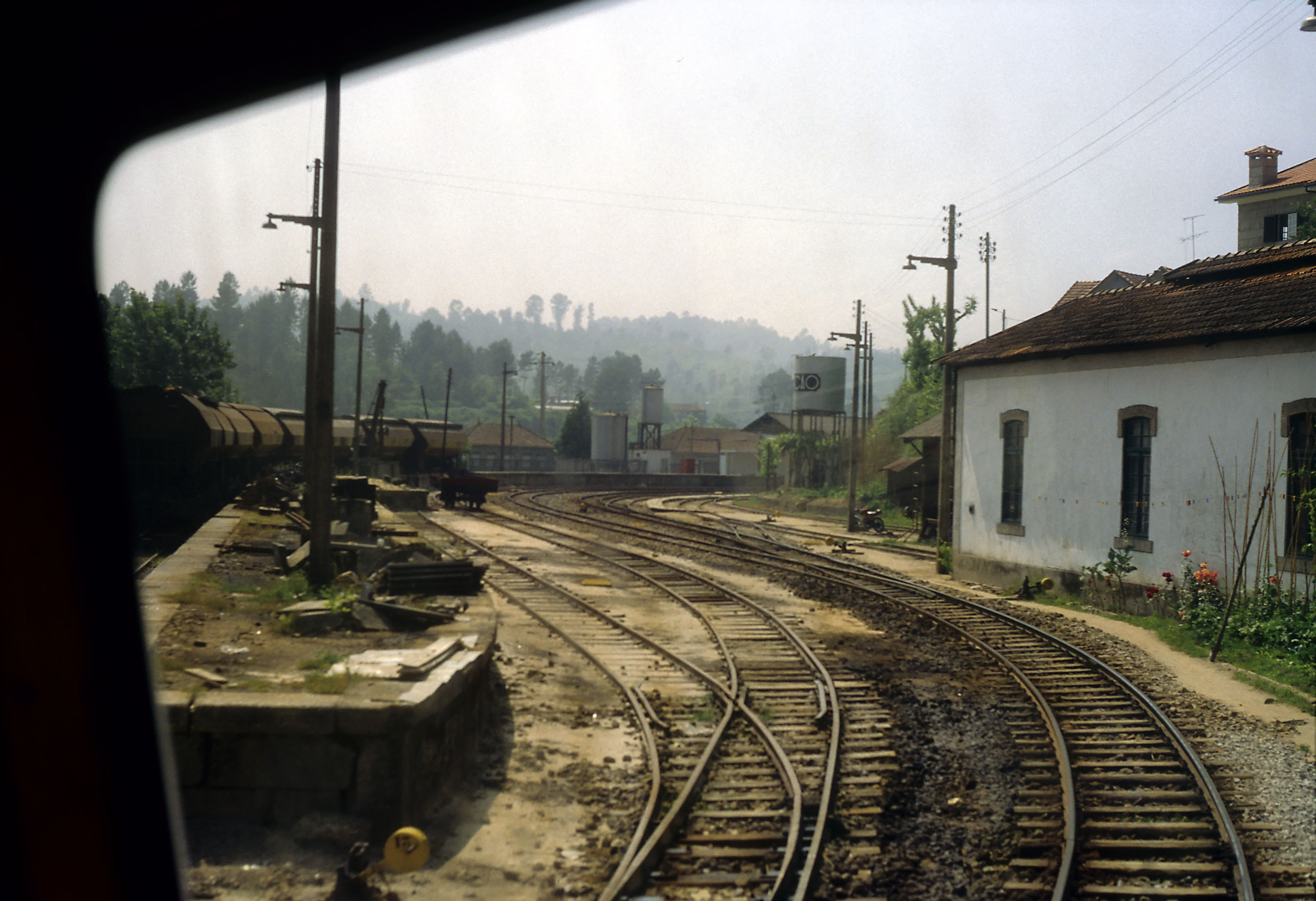
Plataforma e vias de bitola métrica na estação, em 1996.

### Século XXI
Em dados de 2010, a estação dispunha de duas vias de circulação, ambas com 244 m de comprimento; as duas gares apresentavam 197 e 125 m de comprimento, e uma altura de 30 e 40 cm — valores mais tarde ampliados para os atuais.
A Linha do Douro foi eletrificada entre Caíde e o Marco em 2019, o que levou a um grande aumento na procura nesta estação.

Decorreram em fevereiro de 2021 obras orçadas em 60 mil euros para melhorar a acessibilidade envolvente à estação de Livração, no âmbito de uma empreitada de 775 mil euros que visou beneficiar as duas estações do concelho (esta e a de Marco de Canaveses).